# Pabstiella lingua
Pabstiella lingua é uma espécie de planta do gênero Pabstiella e da família Orchidaceae.

## Taxonomia
A espécie foi descrita em 2007 por Carlyle A. Luer.
Os seguintes sinônimos já foram catalogados:  
- Pleurothallis lingua  Lindl.
- Humboldtia lingua  (Lindl.) Kuntze
- Specklinia lingua  (Lindl.) Luer

## Forma de vida
É uma espécie epífita e herbácea.

## Conservação
A espécie faz parte da Lista Vermelha das espécies ameaçadas do estado do Espírito Santo, no sudeste do Brasil. A lista foi publicada em 13 de junho de 2005 por intermédio do decreto estadual nº 1.499-R.

## Distribuição
A espécie é encontrada nos estados brasileiros de Espírito Santo, Minas Gerais, Pernambuco e Rio de Janeiro.
Em termos ecológicos, é encontrada no domínio fitogeográfico de Mata Atlântica, em regiões com vegetação de floresta ombrófila pluvial.